# Condado de Franklin (Maine)
El Condado de Franklin es un condado del Estado de Maine. En el año 2000, la población fue de 29.467 habitantes. La sede del condado se encuentra en Farmington.

## Geografía
Según la Oficina del Censo de Estados Unidos, el condado tiene un área total de 1.744 mi² (4.518 km²), de los cuales, 1.698 mi² (4.397 km²) es terreno y 46 mi² (120 km²) de agua con un porcentaje de 2,67%.

### Condados adyacentes
- Somerset nordeste
- Kennebec - sureste
- Androscoggin - sur
- Oxford - suroeste

### Condado adyacente regional-municipal
- Le Granit Regional County Municipality (Quebec) - noroeste

## Demografía
Según el censo del 2000, hubo 29.467 habitantes, 11.806 hogares, y 7.744 familias en el condado. La densidad de población fue de 17 personas por mi² (7/km²). Hubo 19.159 zonas urbanizadas en una densidad de 11 por mi² (4/km²). La población racial se divide en 97,96% blancos, 0,24% afroamericanos, 0,37% nativoamericanos, 0,43% asiáticos, 0,02% isleños del Pacífico, 0,17% de otras razas y 0,81 mestizos. El 0,54% de la población era hispanoamericana, 26,3% ingleses, 13,8% estadounidenses, 12,2% franceses, 9,2% irlandeses, 7,)% francocanadienses y el 5,3 escoceses. El 95,7% hablaba inglés y un 2,9% francés como idiomas nativos.
De los 11.806 hogares, un 29,50% de los propietarios tienen hijos menores de 18 años viviendo con ellos, 52,40% son parejas casadas, 9,20% son mujeres solteras o sin marido presente, y 34,40 no tiene familias. El 25,80% de todas las propiedades son individuales y un 10,50 de los moradores tiene 65 o más años de edad. El tamaño medio por vivienda es de 2,40 y el familiar de 2,88.
En el condado, la población por edades se divide en, 23,50% menores de 18 años, 11,10% de 18 a 24 años, 26,40% de 25 a 44 años, 24,80% de 45 a 64 años y 14,20% de 65 o más años de edad. La mediana de edad era de 38 años. Por cada 100 mujeres, 93,40 eran hombres, por cada 100 mujeres menores de 18 años, 89,20 son hombres.
La media de ingresos por hogar fue de 31.459 dólares, y la media por familia de 37.863. La población masculina tenía una media de 30.475 frente a los 20.442 dólares de la población femenina. la renta per cápita del condado fue de 15.796 dólares. Un 10,70% de las familias y un 14,60% de la población estaba bajo el umbral de la pobreza, donde se incluye el 17,90% de los menores de 18 y un 9,50% aquellos de 65 años o más.

## Municipios

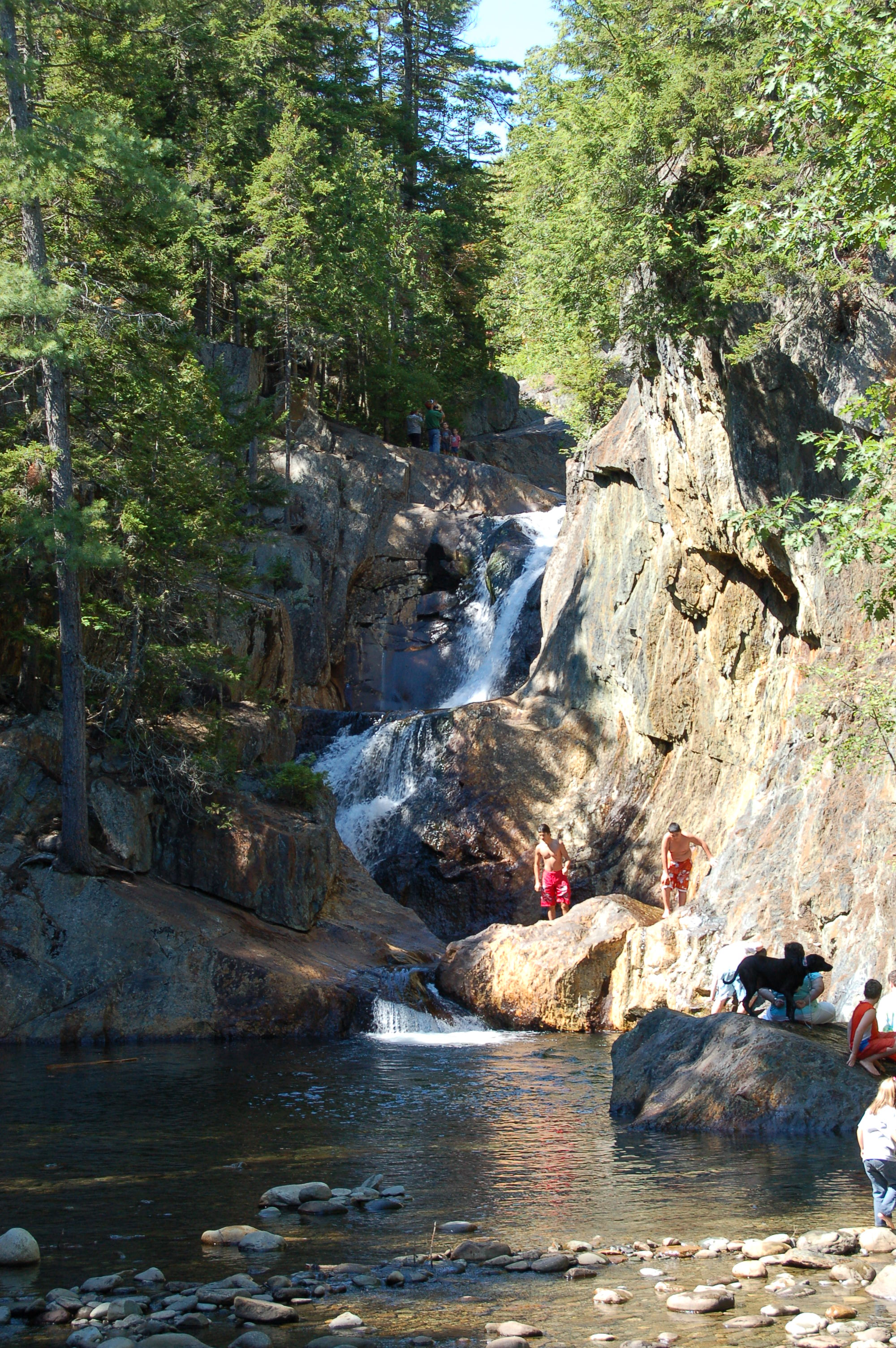
Catarata en el área de la Route 4 al sur de Rangeley.

- Avon
- Carrabassett Valley
- Carthage
- Chesterville
- Coplin Plantation
- Dallas Plantation
- Eustis
- Farmington
- Industry
- Jay
- Kingfield
- Madrid (no incorporado)
- New Sharon
- New Vineyard
- Phillips
- Rangeley
- Rangeley Plantation
- Sandy River Plantation
- Strong
- Temple
- Weld
- Wilton

## Otros territorios
- Wyman
- Freeman
- West Central Franklin
- South Franklin
- North Franklin
- East Central Franklin